# Butte de Warlencourt
La butte de Warlencourt est un lieu de mémoire de la Première Guerre mondiale situé sur le territoire de la commune de Warlencourt-Eaucourt, dans le département du Pas-de-Calais. Ce site est intégré au Circuit du Souvenir.

## Historique

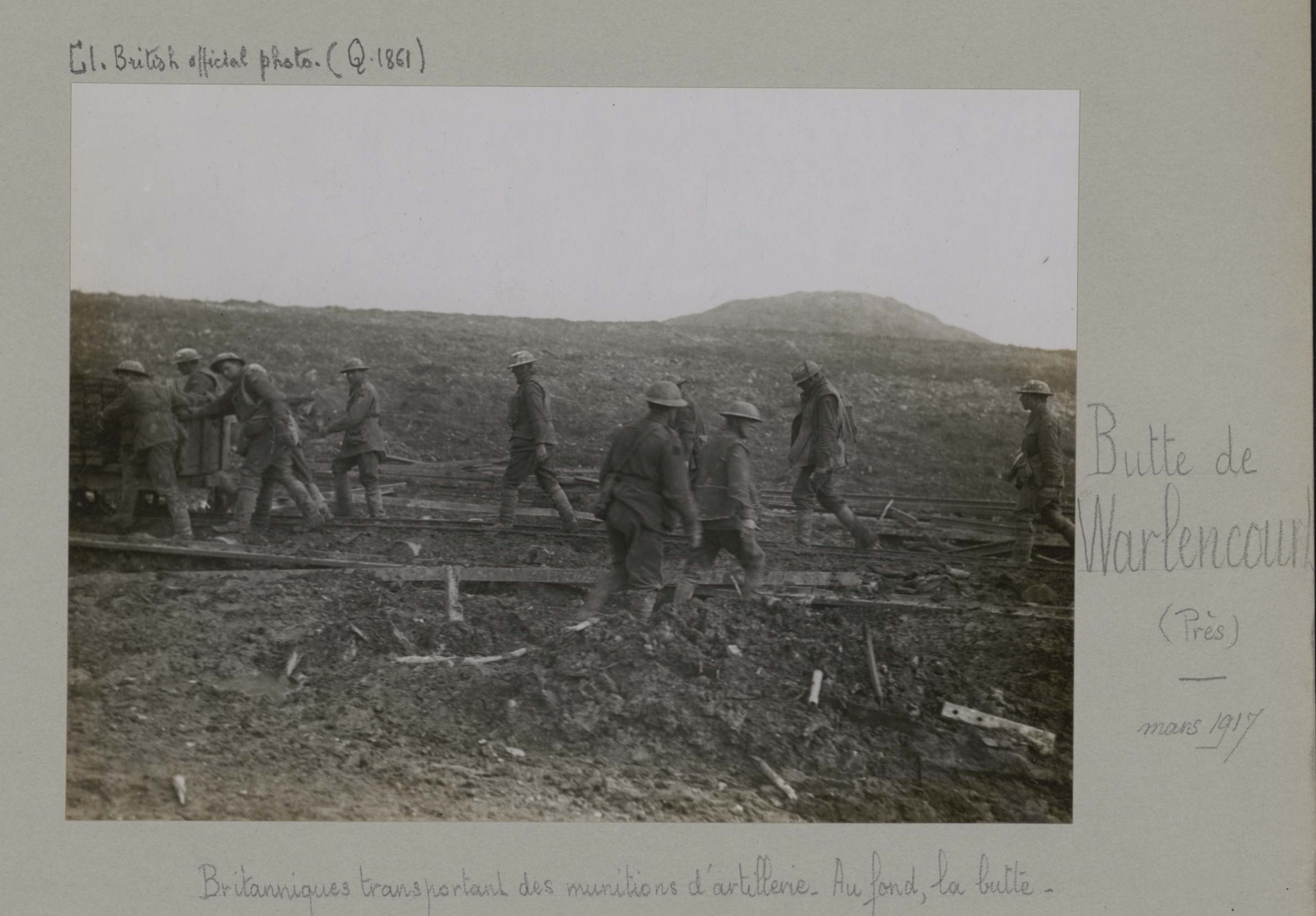
Soldats britanniques transportant des munitions près de la Butte de Warlencourt en 1917.

Il est possible que la butte de Warlencourt soit un ancien tumulus de la période néolithique.
Au cours de la Grande Guerre, la butte était un point d'observation stratégique fortifié par les Allemands qui tenaient la position pendant la Bataille de la Somme de juillet à novembre 1916. Dominant le champ de bataille et protégée par de puissantes fortifications, la butte résista aux attaques successives et violentes livrées par les 47e, 9e et 50e divisions britanniques en octobre et novembre 1916.
En février 1917, les Allemands se replièrent sur la ligne Hindenburg, l'Armée britannique put alors prendre la position. Au cours de la Bataille du Kaiser, en mars 1918, l'Armée allemande reprit la butte qui fut reprise le 25 août 1918 par la 21e division britannique.

## Lieux de mémoire
Le 30 juin 1990, à l'initiative de la Western Front Association, propriétaire du lieu, fut inaugurée, au sommet de la butte, une stèle à la mémoire des soldats de l'armée britannique qui combattirent, furent blessés ou tués lors des combats de 1916.
Dans le Warlencourt British Cemetery situé sur le bord de la route qui mène à la butte reposent les dépouilles de 3 505 combattants du Commonwealth dont 1 823 n’ont pas pu être identifiés. Ce cimetière créé en 1919 abrite les corps des soldats tombés sur les champs de bataille de Warlencourt et du Sars entre 1916 et 1918.

### Galerie

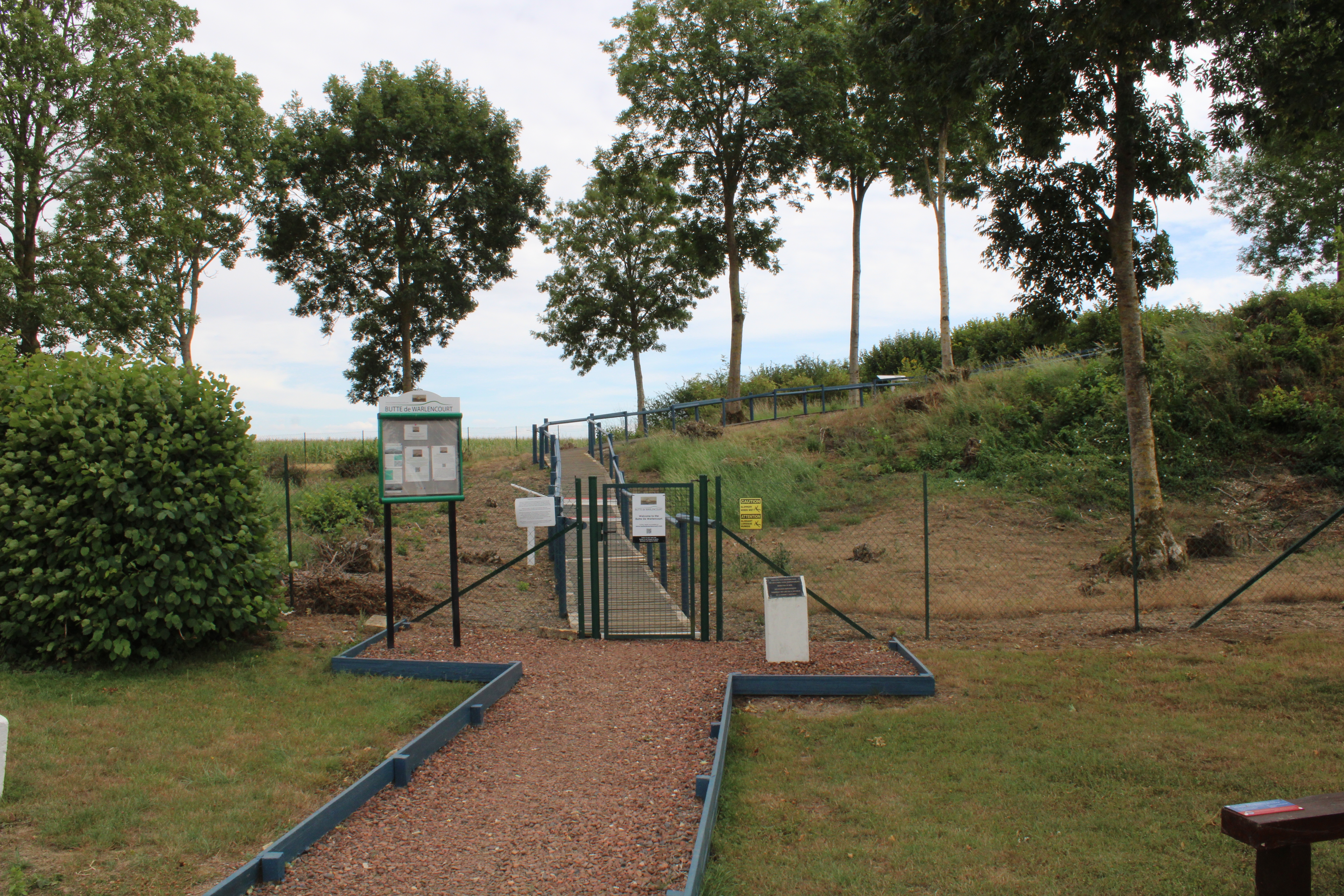
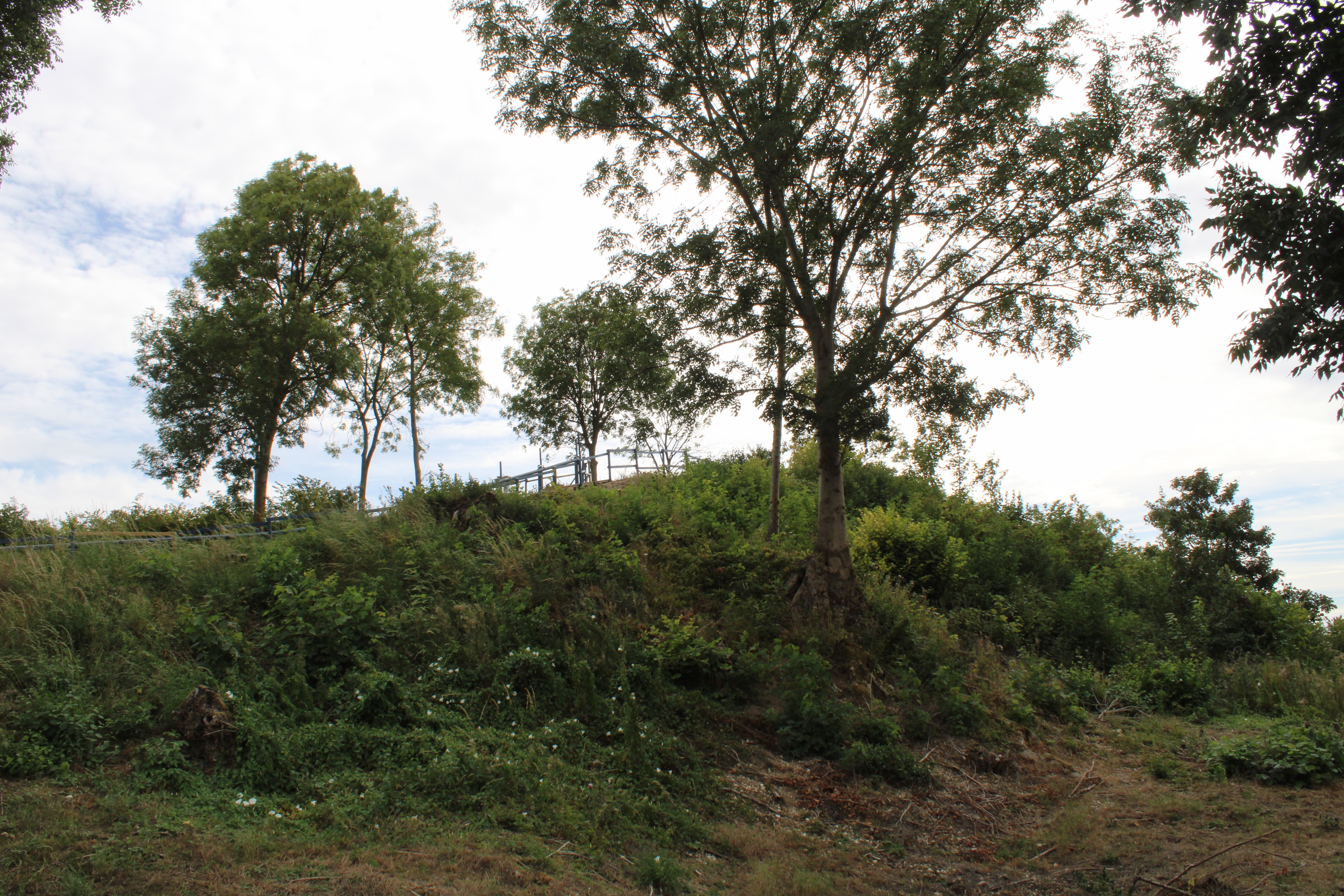
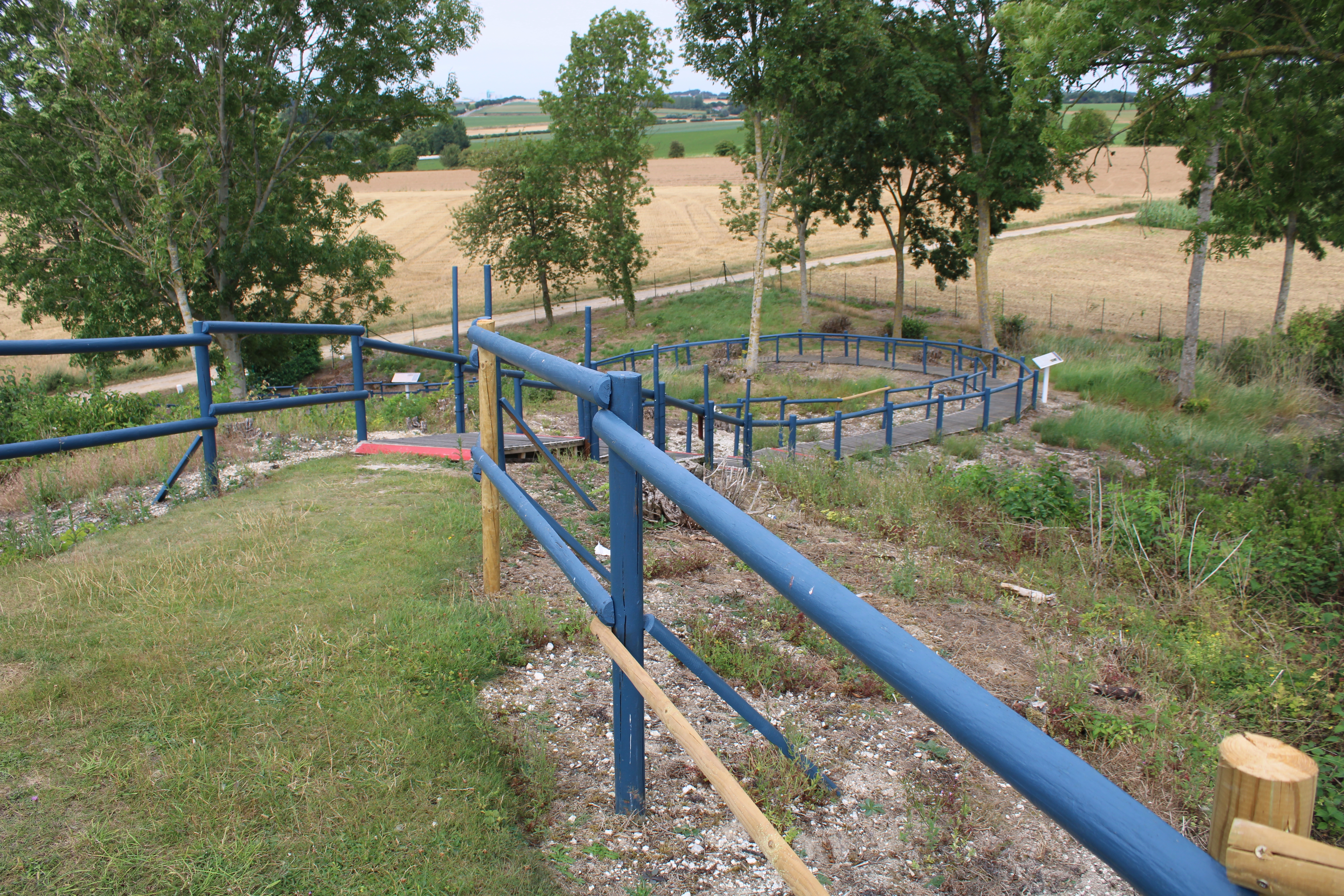
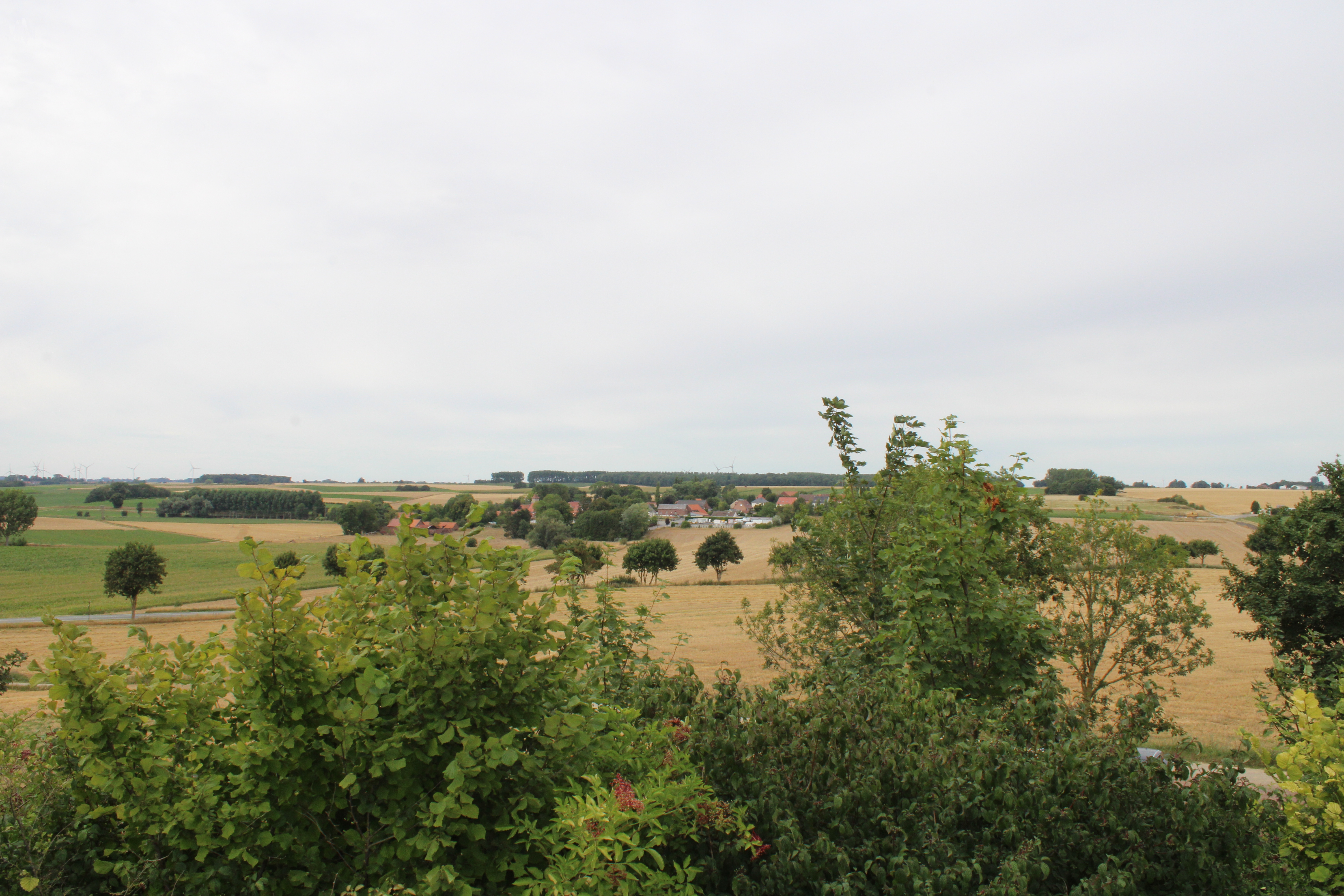

## Pour approfondir